# Gorno-Ałtajska Autonomiczna Socjalistyczna Republika Radziecka
Gorno-Ałtajska Autonomiczna Socjalistyczna Republika Radziecka, Gorno-Ałtajska ASRR – republika autonomiczna w Związku Radzieckim, wchodząca w skład Rosyjskiej Federacyjnej Socjalistycznej Republiki Radzieckiej.
Gorno-Ałtajska ASRR została utworzona tuż przed rozpadem ZSRR, 25 października 1990 r., kiedy to podniesiono rangę i poszerzono zakres autonomii zamieszkujących tutaj ludów tureckich, likwidując istniejący od 1922 r. Gorno-Ałtajski Obwód Autonomiczny i zastępując go Gorno-Ałtajską ASRR.
3 lipca 1991 r. republika została przemianowana na Gorno-Ałtajską Socjalistyczną Republikę Radziecką, pozostającą w składzie Rosyjskiej FSRR (zmiana nazwy wprowadza zamieszanie w nazewnictwie radzieckich republik – podmioty mające status SRR nie wchodziły w skład innych republik oraz miały prawo secesji ze związku). Republika istniała przez krótki okres i została rozwiązana na fali zmian i reform związanych z likwidacją Związku Radzieckiego i uzyskiwaniem suwerenności przez Rosję. Gdy po kilkumiesięcznym istnieniu Gorno-Ałtajska SRR została zlikwidowana, w 1992 r. powołano zamiast niej autonomiczną Republikę Górnego Ałtaju (wkrótce przemianowaną na Republikę Ałtaju), mającą status autonomicznej republiki rosyjskiej.
 Informacje na temat położenia, gospodarki, historii, ludności itd. Gorno-Ałtajskiej Autonomicznej Socjalistycznej Republiki Radzieckiej znajdują się w: artykule poświęconym republice Ałtaju, jak obecnie nazywa się podmiot Federacji Rosyjskiej, będący prawną kontynuacją Gorno-Ałtajskiej ASRR.